# Club Social y Deportivo Zacapa
Maillots
Le Deportivo Zacapa est un club de football guatémaltèque situé à Zacapa au Guatemala, fondé en 1951. Il dispute ses rencontres à domicile au stade David Ordoñez Bardales.

## Historique
Le Deportivo Zacapa est fondé le 14 novembre 1951 sous le nom de Municipal de Zacapa, par David Alfonso Ordoñez Bardales. L'équipe est promue en Liga Nacional en 1959 et participe pour la première fois à la Coupe du Guatemala en 1960.
Le club a connu des hauts et des bas au cours de son histoire en Liga, ayant été relégué en Primera División à cinq reprises. Après un premier passage en Liga Nacional de 1959–1962, il retourne à ce niveau de 1974–1978, puis en 1985–1986.  Le plus long séjour en championnat se déroule de 1996–2004. L'équipe a alors un des budgets les plus modestes du championnat, 20 fois inférieur à celui des principaux clubs guatémaltèques. De 2006 à 2010, le club refait partie de la Liga et atteint, en 2009, la finale de la Coupe. L'équipe s'incline face aux Comunicaciones FC sur un score cumulé de cinq buts à un.
Le 30 mai 2011, le club a remporté son premier titre de première division, en battant le Deportivo Petapa en finale de promotion, par un score cumulé de deux buts à un. Son séjour à l'échelon supérieur ne dure qu'un an. En 2015, le club est relégué en troisième division, mais fait son retour en Primera División en 2015-2016, après l'achat de la licence du Peñarol La Mesilla. En janvier 2017, le club s'est retiré du championnat en raison de problèmes financiers et a cessé d'exister,.
Le continuateur de la tradition de Zacapa est le club CSD Zacapa Tellioz créé en 2018,.

## Stade
Le stade officiel du club est le stade David Ordoñez Bardales, situé dans la ville de Zacapa dans l'est du Guatemala, il est connu sous le nom de El Gallinero (le poulailler) en raison du surnom donné au club. Il a une capacité de 8 500 spectateurs. 

## Palmarès
- Vainqueur du Tournoi de clôture de la Primera División en 2011.
- Finaliste de la Coupe du Guatemala en 2009.